# Bonanza Creek (Charley River)
Der Bonanza Creek (bonanza eine Bezeichnung für eine ertragreiche Silber- oder Goldmine, creek englisch für „kleinerer Fluss“) ist ein 17,5 Kilometer langer rechter Nebenfluss des Charley River im Osten des US-Bundesstaats Alaska nahe der Grenze zum kanadischen Yukon-Territorium.

## Verlauf
Der Bonanza Creek entsteht am Zusammenfluss von Derwent Creek (28,5 km, links) und Fisher Creek (ca. 47 km, rechts) auf einer Höhe von 295 m. Die Quellflüsse entspringen weiter südlich im Yukon-Tanana-Hochland. Der Bonanza Creek fließt 17,5 km in westnordwestlicher Richtung und mündet auf einer Höhe von 233 m in den Unterlauf des Charley River, 17 km oberhalb dessen Mündung in den Yukon River.

## Schutzcharakter
Das 340 km² große Einzugsgebiet des Bonanza Creek liegt im Schutzgebiet Yukon-Charley Rivers National Preserve. Der Bonanza Creek wird gemeinsam mit seinem linken Quellfluss Derwent Creek, dem Charley River und weiteren Zuflüssen des Charley River als National Wild and Scenic Rivers geführt.